# Чемпионат Швеции по волейболу среди мужчин
Чемпионат Швеции по волейболу среди мужчин — ежегодное соревнование мужских волейбольных команд Швеции. Проводится с 1962 года.
Соревнования проходят в пяти дивизионах — Элитесерии, Всешведской серии, 1-м, 2-м и 3-м дивизионах. Организатором чемпионатов является Шведский волейбольный союз.

## Формула соревнований (Элитесерия)
Чемпионат в Элитесерии в сезоне 2024/25 включал два этапа — предварительный и плей-офф. На предварительной стадии команды играли в два круга. 8 вышли в плей-офф и далее по системе с выбыванием определили финалистов, которые разыграли первенство. Серии матчей плей-офф проводились до трёх побед одного из соперников. 
За победу со счётом 3:0 и 3:1 команды получают 3 очка, 3:2 — 2 очка, за поражение со счётом 2:3 — 1 очко, 0:3 и 1:3 — 0 очков.
В чемпионате 2024/25 в Элитесерии играли 11 команд: «Хюльте-Хальмстад» (Хюльтебрук/Хальмстад), «Флобю», «Лунд», «Вингокер», «Фальчёпинг», «Соллентуна», «Хабо», «Сёдертелье», «Эркеллюнга», «Уппсала», «Мальмё». Чемпионский титул выиграл «Флобю», победивший в финальной серии «Хюльте-Хальмстад» 3-0 (3:0, 3:0, 3:0). 3-е место занял «Вингокер».

## Чемпионы
| - 1962 «Кольбэк» - 1963 «Кольбэк» - 1964 «Каллхэлл» - 1965 «Кольбэк» - 1966 «Лидингё» - 1967 «Лидингё» - 1968 «Лидингё» - 1969 «Лидингё» - 1970 «Лидингё» - 1971 «Лидингё» - 1972 «Лидингё» - 1973 «Лидингё» - 1974 «Лидингё» - 1975 «Лидингё» - 1976 «Лидингё» - 1977 «Лидингё» - 1978 «Лидингё» - 1979 «Лидингё» - 1980 «Лидингё» - 1981 «Лидингё» - 1982 «Флобю» - 1983 «Прогона» - 1984 «Соллентуна» - 1985 «Соллентуна» - 1986 «Соллентуна» - 1987 «Лидингё» - 1988 «Соллентуна» - 1989 «Кунгэльв» - 1990 «Лидингё» - 1991 «Кунгэльв» - 1992 «Кунгэльв» - 1993 «Кунгэльв» | - 1994 «Уппсала» - 1995 «Хюльте» Хюльтебрук - 1996 «Хюльте» Хюльтебрук - 1997 «Флобю» - 1998 «Умео» - 1999 «Эркеллюнга» - 2000 «Хюльте» Хюльтебрук - 2001 «Хюльте» Хюльтебрук - 2002 «Эркеллюнга» - 2003 «Эркеллюнга» - 2004 «Эркеллюнга» - 2005 «Хюльте» Хюльтебрук - 2006 «Хюльте» Хюльтебрук - 2007 «Фалькенберг» - 2008 «Фалькенберг» - 2009 «Фалькенберг» - 2010 «Линчёпинг» - 2011 «Фалькенберг» - 2012 «Линчёпинг» - 2013 «Хюльте» Хюльтебрук - 2014 «Фалькенберг» - 2015 «Линчёпинг» - 2016 «Фалькенберг» - 2017 «Линчёпинг» - 2018 «Хюльте-Хальмстад» Хюльтебрук/Хальмстад - 2019 «Линчёпинг» - 2020 чемпионат не завершён, итоги не подведены - 2021 «Хюльте-Хальмстад» Хюльтебрук/Хальмстад - 2022 «Хюльте-Хальмстад» Хюльтебрук/Хальмстад - 2023 «Хюльте-Хальмстад» Хюльтебрук/Хальмстад - 2024 «Хюльте-Хальмстад» Хюльтебрук/Хальмстад - 2025 «Флобю» |